# Teqball
El teqball (también conocido como futmesa) es un deporte de pelota que combina elementos del fútbol y del tenis de mesa. Está gobernado por la Federación Internacional de Teqball, y su crecimiento ha sido enorme desde que se jugara el primer partido en 2014, debido al apoyo de jugadores profesionales de fútbol y siendo incluido en los Juegos Europeos de 2023 y en los Juegos Asiáticos de Playa de 2021.

## Reglas
Las reglas del teqball son las siguientes:
- Se puede jugar con balón reglamentario de fútbol.
- Los partidos pueden ser individuales o de dobles.
- Los partidos se juegan al mejor de 3 sets.
- Cada set se disputa hasta llegar a 12 puntos.
- Hay dos oportunidades de saque.
- Cada 4 puntos se produce cambio de servicio.
- No se puede tocar la pelota dos veces con la misma parte del cuerpo de forma consecutiva.
- No se puede devolver la pelota dos veces con la misma parte del cuerpo de forma consecutiva.
- Cada jugador puede dar 3 toques a la pelota antes de devolverla, pudiendo darle con cualquier parte del cuerpo excepto con las manos o los brazos.
- En dobles, el número máximo de toques por equipo es de 3, pero está permitido pasar el balón al compañero una vez.
- No está permitido tocar la mesa ni al rival mientras se está jugando.
- Si la pelota da en uno de los bordes de la mesa, el punto se debe repetir.

### Pista de juego
La pista de juego de teqball debe tener como mínimo 12 metros de ancho, 16 metros de largo y 7 metros de altura, además de forma rectangular y estar señalizada con cercos de altura mínima de 500 mm (0,5 metros) y máxima de 1500 mm (1,5 metros).

### Mesa de teqball
La mesa curva de teqball mide 3 metros de largo y 1,7 metros de ancho con el punto más alto en el medio de la mesa a 0,76 metros del suelo, mientras que los bordes de la mesa se encuentran a 0,565 metros del suelo.

### Pelota
La pelota de teqball es una reglamentaria de fútbol, pero con una presión inferior (aproximadamente entre 0,3 y 0,5 atmósferas).

## Competiciones

### Campeonato Mundial de Teqball
Organizado por la FITEQ el Campeonato Mundial de Teqball es una competición anual de teqball organizada por primera vez en 2017 con el Campeonato Mundial de Teqball de 2017, que se disputó en Budapest, Hungría. En 2018 se disputó el Mundial en Reims, Francia.

### Juegos Europeos
Los Comités Olímpicos Europeos anunciaron, junto a FITEQ, que el teqball sería parte de los Juegos Europeos de 2023.